# Viêm tai
Viêm tai / Nhiễm trùng tai là một thuật ngữ chung cho viêm hoặc nhiễm trùng tai, ở cả người và động vật khác.
Nó được chia thành các loại viêm như sau:
- Viêm tai ngoài, viêm tai ngoài hay "tai của người bơi lội" liên quan đến tai ngoài và ống tai.  Khi bị viêm tai ngoài, tai đau khi bị chạm vào hoặc kéo.
- Viêm tai giữa hoặc nhiễm trùng tai giữa liên quan đến tai giữa. Khi viêm tai giữa, tai bị nhiễm trùng hoặc bị tắc với chất lỏng phía sau trống tai, trong không gian tai giữa chứa đầy không khí.  Nhiễm trùng thời thơ ấu rất phổ biến này đôi khi đòi hỏi một thủ tục phẫu thuật được gọi là myringotomy và chèn ống.
- Viêm tai trong liên quan đến tai trong.  Tai trong bao gồm các cơ quan cảm giác để cân bằng và thính giác.  Khi tai trong bị viêm, chóng mặt là triệu chứng phổ biến.